# Mare incrociato

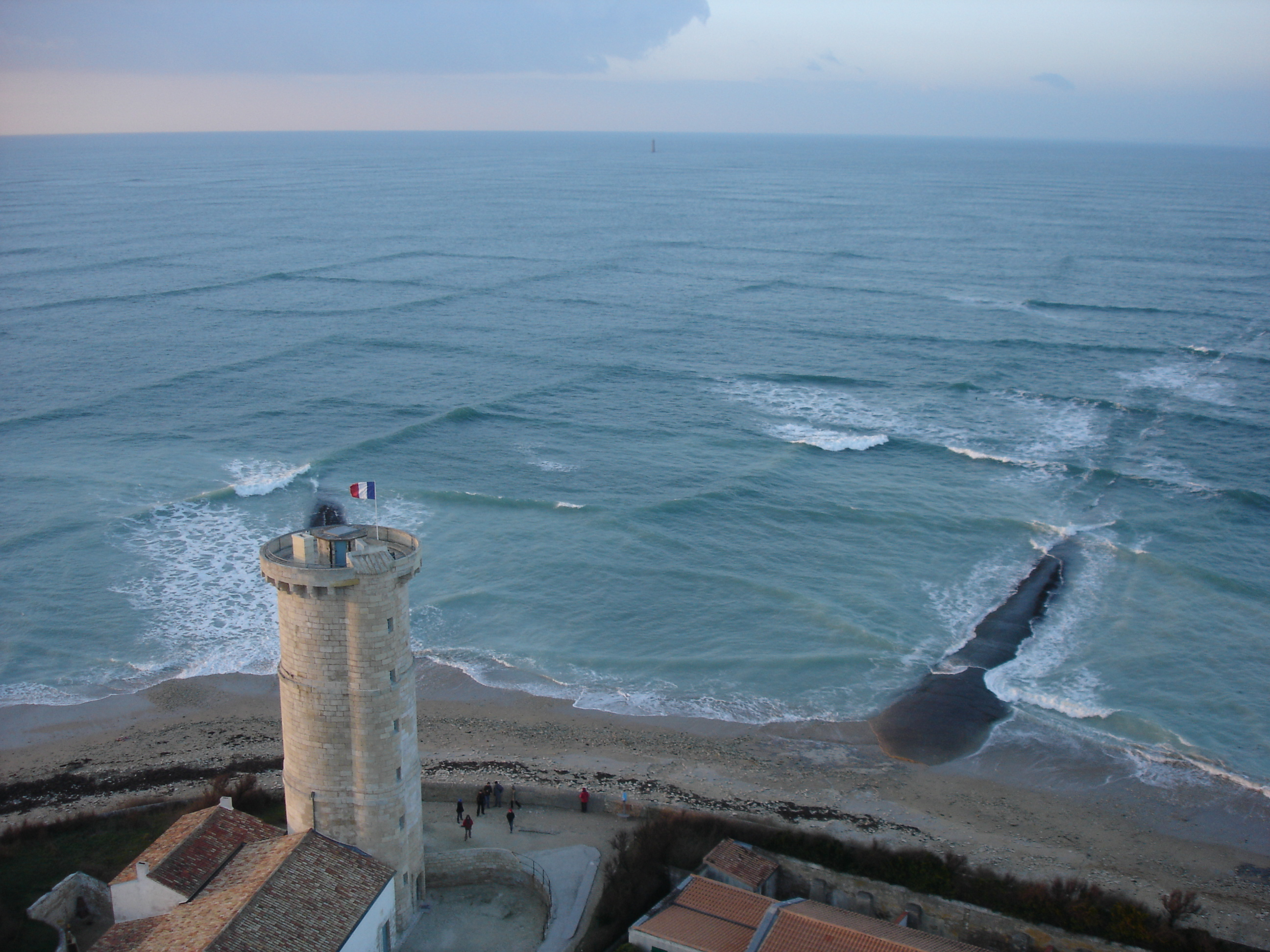
Mare a croce presso La vieille tour des Baleines, Île de Ré

Il mare incrociato è l'osservazione nel mare di due sistemi di onde che si incrociano, dando la visione di un reticolato ondoso presente sulla superficie marina, si tratta di un fenomeno che si verifica quando si scontrano due o più sistemi di onde che viaggiano in direzioni reciprocamente perpendicolari o comunque lungo direzioni che formano un angolo compreso tra i 60° e i 120° tra di loro, formando caratteristiche disposizioni squadrate. 
Tale fenomeno, comune negli oceani, può essere il prodotto dell'intersezione di onde di corto periodo alimentate da venti (wind wave) con onde morte (swell), cioè non più sostenute da venti, oppure dell'incontro di sistemi di sole onde morte, generate anche a chilometri di distanza; in tal caso si parla di cross swell. Nel caso in cui il mare incrociato nasca da fenomeni ventosi locali, può accadere che si scontrino due o più sistemi di onde che hanno direzioni diverse perché è cambiata la direzione del vento che li ha prodotti. Il mare incrociato può verificarsi anche in regioni costiere, a seguito di fenomeni di rifrazione e diffrazione delle onde. 
Il mare incrociato rappresenta una condizione di pericolo per la navigazione e la balneazione. Uno studio basato sui dati raccolti dal Lloyd's Marine Information Service relativamente a 650 incidenti navali avvenuti tra il 1995 ed il 1999 ha rivelato che nel 50% di tali eventi vi era la presenza di stati marini classificabili come mare incrociato. Estendendo la definizione di mare incrociato anche allo scontro di moti ondosi con angoli compresi tra 45° e 135°, la percentuale di incidenti navali osservati nello studio che coinvolge il fenomeno sale al 70%.